# Salil Ankola
Salil Ashok Ankola (Marathi सलील अशोक अंकोला; * 1. März 1968 in Solapur, Indien) ist ein ehemaliger indischer Cricketspieler und Schauspieler, der zwischen 1989 und 1997 für die indische Nationalmannschaft spielte.

## Aktive Karriere
Ankola gab sein First-Class-Debüt in der Saison 1988/89 für Maharashtra und erzielte dabei ein Hattrick gegen Gujarat. Dieses und weitere herausragende Auftritte im nationalen Cricket führten dazu, dass er schnell in die Nationalmannschaft aufstieg. So erfolgte sein Test- und ODI-Debüt zu Beginn der Saison 1989/90 in Pakistan. Es sollte sein einziger Test der Karriere bleiben und er fiel auch aus dem ODI-Kader. Daraufhin arbeitete er an seiner Technik und kam in der Saison 1992/93 zurück ins Team. Im November 1993 erzielte er bei einem Fünf-Nationen-Turnier gegen Südafrika drei Wickets (3/33), wurde jedoch am Ende der Saison 1993/94 abermals aus dem Kader gestrichen. Er wurde dann für den Cricket World Cup 1996 noch ein Mal in den Kader berufen, war dort jedoch nur an einem Spiel beteiligt. Er spielte dann noch ein Mal bei einem Drei-Nationen-Turnier in Südafrika für die Nationalmannschaft, wurde daraufhin jedoch nicht mehr in diese berufen. Kurz darauf beendete er auch seine Karriere im nationalen Cricket.

## Nach der aktiven Karriere
Unmittelbar an sein Ende der sportlichen Karriere widmete er sich der Schauspielerei. So begann er für Zee TV in der Serie Chahat aur Nafrat. Seinen ersten Film drehte er dann im Jahr 2000 mit Kurukshetra. Nach weiteren filmischen Auftritten nahm er an der Reality Show Bigg Boss teil und spielte danach in der Soap-Opera Karam Apna Apna. Nach einer Gerichtsentscheidung durfte er während der Zeit keine weitere filmische Verpflichtung abseits der Produktionen von Balaji Telefilms wahrnehmen.
Nach persönlichen Problemen und Alkoholismus gestattete ihm der indische Verband im Jahr 2010 ein Benefit Match. Er konnte in der Folge dann noch an mal an einzelnen filmischen und TV-Produktionen teilnehmen. Von 2017 bis 2021 spielte er in der TV-Serie Karmaphal Daata Shani. In der Saison 2020/21 wurde er als oberster Selektor von Mumbai ernannt und übernahm die Rolle einige Jahre später auch für die indische Nationalmannschaft. Diese Rolle verließ er im September 2024.

## Filmografie (Auswahl)
- 1998: Kora Kagaz (Fernsehserie, 169 Episoden)
- 2000: Kurukshetra
- 2001–2004: Ssshhhh... Koi Hai (Fernsehserie, 39 Episoden)
- 2002: Pitaah
- 2003: Chura Liyaa Hai Tumne
- 2005: C.I.D. Special Bureau (Fernsehserie, 29 Episoden)
- 2012: Riwayat
- 2017: Tera Intezaar
- 2017–2021: Karmaphal Daata Shani (Fernsehserie, 346 Episoden)
- 2021: The Power
- 2023: Pambattam